# 2088 Sahlia
2088 Sahlia eller 1976 DJ är en asteroid i huvudbältet som upptäcktes den 27 februari 1976 av den Schweiziska astronomen Paul Wild vid Observatorium Zimmerwald. Den har fått sitt namn efter Hermann Sahli.
Asteroiden har en diameter på ungefär 7 kilometer och den tillhör asteroidgruppen Flora.